# Melchior Bézave de Mazières
Melchior Bézave de Mazières est un homme politique français né le 9 septembre 1762 à Sisteron (Alpes-de-Haute-Provence) et mort le 12 mars 1836 à Bourges (Cher).

## Biographie
Conseiller de préfecture dans le Cher, il est député du Cher de 1802 à 1807. Il est ensuite conseiller à la cour d'appel de Bourges, et prend sa retraite en 1835.